# Peromyscus polius
Peromyscus polius är en däggdjursart som beskrevs av Wilfred Hudson Osgood 1904. Peromyscus polius ingår i släktet hjortråttor och familjen hamsterartade gnagare. Inga underarter finns listade i Catalogue of Life.
Med en kroppslängd (huvud och bål) av 9,9 till 11,4 cm, en svanslängd av 11,1 till 12,0 cm och en vikt av 22 till 36 g är arten medelstor till stor inom släktet hjortråttor. Den har 2,5 till 2,6 cm långa bakfötter och 1,7 till 1,9 cm stora öron. Pälsen på ovansidan har en brun färg med rosa nyanser. Gränsen mot den vita undersidan utgörs av en rosa linje. Svansen är likaså uppdelad i en brun ovansida och en vitaktig undersida. Arten kan lätt förväxlas med Peromyscus boylii som är mindre.
Denna gnagare förekommer i bergstrakter i norra Mexiko i regioner som ligger 2100 till 2700 meter över havet. Arten lever i barrskogar och i buskskogar. Denna hjortråtta antas vara nattaktiv.
Skogen i utbredningsområdet minskade med cirka 20 procent under 20 år före 2017 på grund av intensivt skogsbruk och etablering av gruvdrift. Alla revir tillsammans täcker en yta av ungefär 16 100 km². IUCN kategoriserar arten globalt som nära hotad.